# Heinrich Wild
Heinrich Wild ili Heinrich von Wild (Uster, 17.prosinca 1833. – Zürich, 5. rujna 1902.), švicarski fizičar i meteorolog. Studirao u Zürichu, Königsbergu i Heidelbergu. Godine 1858. postao docentom fizike na sveučilištu i ravnatelj meteorološkog opservatorija u Bernu. Godine 1868. – 1895. direktor Centralnoga fizikalnog opservatorija u Sankt Peterburgu, koji je potpuno preustrojio, te osnovao meteorološke opservatorije u Pavlovsku (Sankt-Peterburg) i Irkutsku. Konstruirao različite meteorološke i mjerne instrumente (polarizacijski fotometar, magnetski teodolit, posebnu vrstu anemometra i drugo). Napisao je opsežno djelo Temperaturne prilike u Ruskom Carstvu (njem. Temperaturverhältnisse des russischen Reichs, 1876.).

## Wildov isparitelj
Wildov isparitelj izrađen je na osnovu vage koja ima na jednoj strani posudu s vodom, a na drugoj strani tešku kazaljku koja održava ravnotežu u posudi. Kazaljka pokazuje na skali težinu posude s vodom. Isparavanje vode je jednako razlici težine između dva motrenja. Isparitelj se drži u termometrijskoj kućici. Kombinacija takva isparitelja s autografom jest evaporigraf.